# Johann Samuel Ith

Johann Samuel Ith, Porträt Friedrich August Oelenhainz zugeschrieben (um 1792)

Johann Samuel Ith (* 11. Juli 1747 in Bern; † 8. Oktober 1813 in Bern) war ein Schweizer Theologe.

## Leben
Johann Samuel Ith kam als Sohn des Kupferschmieds Johannes Ith und der Margaritha Stulz in Bern zur Welt. 1779 heiratete er Margaretha Walthard, Tochter des Professors Johann Rudolf Walthard. Nach dem Studium der Theologie in Bern, Göttingen und Berlin wurde er 1770 in Bern zum Verbi divini minister ordiniert. In den Jahren 1778 bis 1786 war er Oberbibliothekar in Bern, 1781 bis 1797 Professor der Philosophie an der Hohen Schule Bern und 1787 bis 1797 am Politischen Institut für künftige Magistraten in Bern, welches er mitinitiiert hatte. 1797 wurde er als Pfarrer nach Siselen versetzt. Ab 1799 war er erster Dekan am Münster.

## Schriften
- Befinden über eine bessere Einrichtung des Unterrichts auf hiesiger Akademie. Bern 1794 (eingeschränkte Vorschau in der Google-Buchsuche).
- Einrichtung des neuen Instituts für die politische Jugend in Bern. Bern 1787.
- Versuch einer Anthropologie oder Philosophie des Menschen nach seinen körperlichen Anlagen. Bern 1794–95